# Basinio Basini

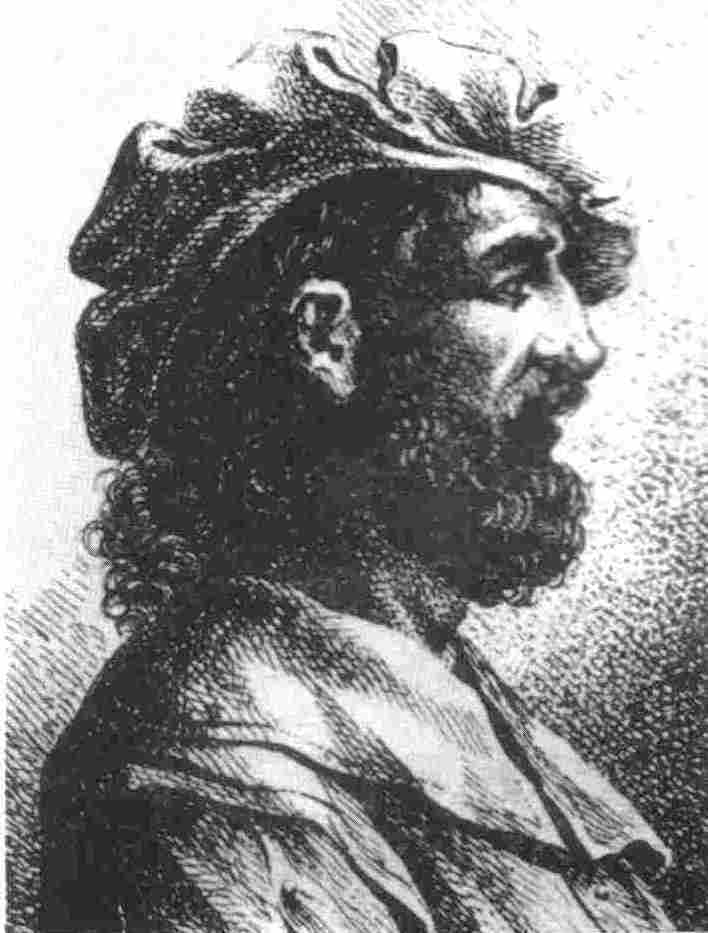
Basinio Basini

Basinio da Parma (auch Basinio Basini oder Basinus Parmensis; * 1425 in Vezzano bei Parma; † 24. oder 25. Mai 1457 in Rimini) war ein italienischer Epiker und Lyriker.

## Leben
Basinio war Sohn eines Soldaten aus Mantua, der Herkunftsstadt Vergils. Anfangs erhielt er nur eine einfache Schulbildung. Sein Vater schickte ihn dann aber nach Mantua zu Vittorino da Feltre, bei dem er Latein lernte, und zu Theodoros Gazes, der ihn das Griechische lehrte. Nach dem Tod da Feltres am 2. Februar 1446 folgte Basinio Theodorus nach Ferrara. Er setzte dort seine Griechisch-Studien fort und erhielt seine lateinische Ausbildung bei Guarino da Verona. Er wurde stark von beiden Lehrern beeinflusst. Nach der Meinung Theodorus' konnte man nur korrekt Latein lernen, wenn man auch Griechisch konnte. Diese Ansicht machte sich Basinio zu eigen. Von Theodorus hatte er auch seine Verehrung für Homer. In Ferrara macht Basinio die Bekanntschaft mit Leonello d’Este, weilte im höfischen Leben und gehörte literarischen Zirkeln an. Dort entstanden auch seine ersten dichterischen Versuche: 12 Elegien auf Cyris und eine auf Hippodamia, die alle klassischen Vorbildern folgen. Außerdem erschienen Texte, die heute unter dem Namen carmina varia zusammengefasst werden. Dazu zählen Briefe in dichterischer Form (poetische Gattung der Epistel) und kleine Texte mit Homerbezügen. Diese Texte bieten auch Anhaltspunkte für Datierungen von Werken und Einblicke in die Arbeitsweise Basinios.
1447 begab sich Basinio da Parma auf eine diplomatische Mission: Nach dem Tod von Filippo Maria Visconti sollte Francesco Sforza dessen Nachfolger werden. Basinios Auftrag war es, die Befreiung Parmas aus der Abhängigkeit Mailands zu erwirken.
Sein erstes Epos ist die Meleagris. Sie war Leonello d’Este gewidmet, der ein begeisterter Jäger war. Vermutlich als Lohn für die Meleagris erhielt er für 1448/1449 einen Lehrauftrag.
Als Konsequenz aus seiner diplomatischen Mission kämpfte Basinio da Parma 1449 auf der Seite von Niccolo Guerriero Terzi im Castello di Guardasone gegen Alessandro Sforza. Nachdem das Kastell gefallen war, musste Parma bei Mailand bleiben und Francesco Sforza wurde Herzog von Mailand.
Wie die Briefe bezeugen, verließ Basinio vermutlich noch vor dem Tod von Leonello d’Este (1. Oktober 1450) Ferrara. Er ging nach Rimini an den Hof von Sigismondo Malatesta, wo er durch ein Grabgedicht auf den dortigen Hofdichter Giusto da Valmontone auffiel. Auch die intellektuelle Debatte jener Zeit über den Status des Griechischen wurde am Hof von Rimini geführt: Basinio da Parma traf dort auf zwei erklärte Gegner des Griechischen, Porcelio Pandoni und Tommaso Seneca da Camerino. In Rimini setzte er sein Schaffen fort.
Am 24. Mai 1457 verfasste er sein Testament, in dem er den Wunsch äußerte, einen selbstgewählten Grabspruch zu erhalten, womit er sich an Ennius orientiert. Dieser Spruch – Parma mihi patria est, sunt sydera carmen et astra – orientiert sich auffällig am Grabspruch von Vergil. Außerdem imitierte Bainio Vergil mit dem Wunsch, seine Hesperis verbrennen zu lassen.
Am demselben oder am folgenden Tag verstarb er. Ebenfalls auf eigene Bitte hin wurde er im Tempio Malatestiano beigesetzt.

## Werke
- Elegien: Basini schrieb 12 Elegien auf Cyris und eine auf Hippodamia nach klassischen Vorbildern (Ovid).
- Carmina varia: verschiedene Texte, darunter Briefe, mit Bezügen zu Homer.
- Meleagris: Epos in 3 Büchern (2425 Verse) über die Jagd auf den Kalydonischen Eber, Leonelle d’Este gewidmet. Publikation: 1447 oder 1448.
- Isottaeus: fingierter Briefwechsel zwischen Isotta, der Gattin Sigismunds, und Sigismund selbst in Metren mit panegyrischen Elementen.
- Astronomicon: Lehrgedicht in zwei Büchern, 1455 publiziert.
- Hesperis: Epos in 13 Büchern über den Kampf zwischen Sigismund Malatesta und Alfons V. von Aragon, Arbeit bis 1457.
  - Christian Peters Basinio da Parma: Hesperis. Der italische Krieg. Herausgegeben, übersetzt und erläutert von Christian Peters. Universitätsverlag Winter, Heidelberg 2021, ISBN 978-3-8253-4871-7.
- Argonautica: nur fragmentarisch erhalten; Basini starb über der Arbeit an dem Werk (1457).

| Personendaten    | Personendaten                       |
| ---------------- | ----------------------------------- |
| NAME             | Basinio Basini                      |
| ALTERNATIVNAMEN  | Basinio da Parma; Basinus Parmensis |
| KURZBESCHREIBUNG | italienischer Dichter               |
| GEBURTSDATUM     | 1425                                |
| GEBURTSORT       | Vezzano Parma, Italien              |
| STERBEDATUM      | 24. Mai 1457                        |
| STERBEORT        | Rimini, Italien                     |